# سارة بارسونز
سارة بارسونز (بالإنجليزية: Sarah Parsons)‏ هي لاعبة هوكي الجليد أمريكية، ولدت في 27 يوليو 1987.

## وصلات خارجية
- سارة بارسونز على موقع EliteProspects.com (الإنجليزية)
- سارة بارسونز على موقع أوليمبيديا (الإنجليزية)